# Mompha citeriella
Mompha citeriella é uma espécie de mariposa do gênero Mompha pertencente à família Coleophoridae.